# Vackert väder
Vackert väder är en svensk dramafilm från 1996 i regi av David Flamholc.

## Handling
15-årige Daniel Goldberg (Mischa Moszkowicz) kommer från Stockholm men tillbringar sommaren 1995 i Malmö hos sin virriga men välmenande mamma (Eva Westerling) och hennes nye man, den eldige men något osympatiske spanjoren José (Julio García).
Daniel trivs till en början inte i Malmö och längtar hem, han gillar inte José och drillas hårt av Kurt (Fredrik Dolk) som är chef på den McDonald's-restaurang Daniel sommarjobbar på. Men efter ett tag ser det ljusare ut, Daniel inleder ett förhållande med den vackra Louise (Stina Beck) och får dessutom besök av kompisen Marcus (Jonte Halldén).
När sedan Daniels mamma och José hastigt måste resa iväg till Spanien får Daniel bo ensam i lägenheten och kan ta dit Marcus och Louise. Problem uppstår dock när Daniel börjar umgås med ligisten Manx (Ulf Welander) och dras med i dennes olika upptåg. Dessutom börjar Louise förra pojkvän, den snobbige Ted från Ljunghusen (Richard Kolnby), att provocera Daniel och en konfrontation mellan de båda kommer allt närmare.

## Om filmen
Filmen hade premiär den 22 mars 1996 och är tillåten från 7 år. Den släpptes på video i augusti 1996 och har även visats på SVT1. Den är till stora delar filmad med handkamera i en dogma-liknande stil och präglas av en svajig och något kornig bild, snabba MTV-inspirerade klipp och en dålig dubbning.

## Rollista (urval)
- Mischa Moszkowicz - Daniel Goldberg
- Stina Beck - Louise Gustafson
- Jonte Halldén - Marcus
- Eva Westerling - Eva, Daniels mamma
- Julio García - José, Daniels styvpappa
- Fredrik Dolk - Kurt Svedenberg
- Karin Walton - Daniels mormor
- Jan Lerning - Daniels morfar
- Richard Kolnby - Ted
- Ulf Welander - Manx
- Marianne Mörck - dam i Ljunghusen
- Amir Haghdani - Farsadi
- Christian Englund - Håkan

## Musik i filmen
Ledmotivet i filmen är Peps Perssons kända låt Vacker väder och ligger även till grund för titeln.